# Sindacalismo riformista
Il sindacalismo riformista, dal punto di vista dei fini dell'azione, è una tipologia di sindacato che mira a introdurre riforme e a realizzare modifiche limitate e graduali degli equilibri sociali. Si contrappone al sindacato rivoluzionario che punta a modificare profondamente i rapporti di produzione e la società, di cui le principali varianti storiche possono essere considerate:1) il sindacalismo rivoluzionario; 2) l'anarco-sindacalismo; 3) Il sindacato di matrice leninista o comunista. Ciascuna di queste dottrine ha una concezione molto diversa della referenza politica che per la prima è improntata all'autonomia e all'indipendenza, per la seconda ad una sorta di autarchia e per la terza ad una stretta organicità al partito rivoluzionario al fine di contenere ogni spontaneismo di classe.
Si deve tener presente che il riformismo e il rivoluzionarismo possono essere compatibili o incompatibili a livello ideologico e anche a livello dei movimenti reali. È possibile un movimento sostanzialmente riformista che si basa su un'ideologia rivoluzionaria, e viceversa.
Inoltre questa distinzione tra due tipi di sindacalismo è ben lungi dall'essere condivisa e in molti sindacati si possono trovare gruppi diversi che si richiamano gli uni alla pratica più moderata gli altri
alla pratica più radicale.
Il sindacalismo riformista ha diverse origini: 
- il riformismo politico socialista finalizzato alla trasformazione sociale progressiva attraverso la legislazione;
- il sindacalismo cristiano che rifiuta per principio la logica della lotta di classe.

Nell'equilibrio dei rapporti di forza, il sindacalismo riformista sostiene alcune specifiche forme di azione che sono complementari e si combinano: 
- cerca di raggiungere un numero significativo di membri, al fine di influenzare la società (sindacalismo di massa);
- non esclude lo sciopero, ma volendolo praticare solo in casi estremi, questo approccio ritiene che la semplice minaccia di un conflitto sia in grado di stabilire i rapporti di forza necessaria per i negoziati;
- cerca di negoziare con i datori di lavoro, sia durante riunioni periodiche (da qui la possibile evoluzione verso il sindacalismo istituzionale) o nel corso di un periodo di tensione (vicino ad uno sciopero).